# Makpela
Makpela (hebr. ‏הַמַּכְפֵּלָה‎‎ ha-Machpela; arab. ‏ الحرم الإبراهيم‎ Al-Haram al-Ibrahim), Grota Patriarchów – jaskinia w Hebronie w Palestynie, którą według starotestamentowej Księgi Rodzaju zakupił patriarcha Abraham, by pochować tam swą żonę Sarę.
Była pierwotnie własnością Efrona Hittyty, zaś Abraham kupił ją za 400 srebrnych sykli. Pomimo tego, iż w kulturze ludów pustyni, którym było z całą pewnością plemię Hebrajczyków, pierwotnie nie były znane sanktuaria plemienne, pamięć o miejscu pochówku Sary była wśród Izraelitów ciągle żywa. Przebywając w niewoli egipskiej, jak podaje biblijna Księga Rodzaju, nigdy nie przestali wspominać miejsca, w którym spoczywali ich przodkowie. W jaskini pochowani zostali bowiem: Abraham, Izaak ze swą żoną Rebeką oraz zmarły w Egipcie Jakub.
Ze względu na groby patriarchów w Makpeli król Dawid wybrał Hebron na swą pierwszą stolicę. Po zburzeniu Jerozolimy przez Nabuchodonozora Hebron wraz z Makpelą stał się własnością Idumejczyków. Żydzi powrócili do Makpeli po uwolnieniu z Babilonu. Nazwa jaskini podobnie jak samo miasto Hebron nie są nigdzie wspominane w Nowym Testamencie.
Jaskinia (grobowiec) jest powszechnie utożsamiana z Mearat ha-Machpela, znajdującym się w dzisiejszym Hebronie, pod meczetem na terenie muzułmańskiego sanktuarium Haram al-Chalil. Budynek sakralny, który do dzisiaj chroni jaskinię z grobami – Haram al-Chalil – zbudowany został z rozkazu Heroda Wielkiego. Bizantyńczycy w jego wnętrzu wybudowali kościół, zamieniony przez muzułmanów na meczet. Wnętrze meczetu przyozdobiono cenotafami upamiętniającymi poszczególnych patriarchów i ich żony. W ten sposób powstało sanktuarium muzułmańskie, wokół którego narodziła się tradycja, związana z jednym z etapów nocnej podróży Mahometa. Muzułmanie pozwolili żydom na postawienie obok swojego sanktuarium synagogi dla uczczenia patriarchy Abrahama.
Krzyżowcy znaleźli budynek w opłakanym stanie. Odrestaurowali go i zamienili ponownie w kościół. Miasto Hebron stało się w związku z tym siedzibą biskupa, zmieniono jego nazwę na Święty Abraham. Średniowieczne źródła mówią o odnalezieniu w jaskini Makpela relikwii świętych patriarchów. Miały one być noszone w uroczystej procesji ulicami Hebronu.
Egipski sułtan Saladyn po zdobyciu Hebronu zabronił schodzenia do samej groty. Zakaz obowiązuje do dzisiaj także wyznawców islamu. Mamelucy dodali do istniejących patriarszych cenotafów jeszcze jeden upamiętniający Józefa syna patriarchy Jakuba – tradycja żydowska doszukuje się jego grobu w okolicach dzisiejszego Nablusu, starożytnego Sychem.
W 1267 roku sułtan Bajbars zabronił wchodzenia na teren Haram al-Chalil chrześcijanom i żydom. Zakaz obowiązywał do roku 1967, kiedy miasto Hebron zdobyte zostało przez Izraelczyków.